# Максютов, Тимур Ясавеевич
Тимур Ясавеевич Максютов (род. 24 июля 1965 г.) — современный российский прозаик.

## Биография
Родился 24 июля 1965 года в Ленинграде, в семье инженера и учительницы. В 1969 году семья переехала в Таллин. Закончил таллинскую среднюю школу № 19 (ныне реальная школа Тынисмяги).
В 1986 году с красным дипломом и золотой медалью закончил Свердловское высшее военно-политическое танково-артиллерийское училище.
Служил в Забайкальском ВО на территории Монгольской Народной Республики.
После увольнения в запас в 1991 году некоторое время работал школьным учителем истории.
С 1992 по 2001 гг. — на заводе по обработке цветных металлов: начальник службы, отдела, заместитель директора. В 2001-05 гг. — гендиректор завода по производству алюминиевых профилей. С 2005 — директор металлоторговой фирмы.
Живёт в Санкт-Петербурге.

## Литературная деятельность
Литературный дебют — рассказ «Бронзовый солдат» (журнал «МиГ-17», № 2(6), 2007 г.).
Первая книга — сборник рассказов о воинах-интернационалистах «Ограниченный контингент» (СПб., «Астрель» 2013 г.)
Автор ряда фантастических, исторических, остросюжетных романов и книг для детей. Член Союза писателей Санкт-Петербурга с 2014 года.
Лауреат премий «Интерпресскон», «Петраэдр», имени Н. В. Гоголя.
Участник проекта «Страницы войны».
С февраля 2021 г. — председатель секции фантастики и литературной сказки Союза писателей Санкт-Петербурга.

### Рассказы
- Сансрын Нисгэгч : рассказ / Максютов, Тимур Ясавеевич, Автор // Мир фантастики.- № 4 (245) .- 2024 (Апрель). — С. 106—111

Книги для детей:
- «Приключения Капельки». СПб.: Антология, 2019 г. ISBN 978-5-9909598-1-1
- «Капелька и Старый Корабль». СПб.: Антология, 2019 г. ISBN 978-5-6040036-8-8
- «Космические приключения Капельки». СПб.: Антология, 2019 г. ISBN 978-5-9500281-8-2
- «Подземные приключения Капельки». СПб.: Антология, 2019 г. ISBN 978-5-604057-19-3
- «Капелька на макушке Земли». СПб.: Антология, 2019 г. ISBN 978-5-907097-64-3
- «Эврика». СПб.: Антология, 2017 г. ISBN 9785950028267
- «Семь футов под килем!». СПб.: Антология, 2017 г. ISBN 5990959966
- «Сокровища семейной шкатулки». СПб.: Антология, 2017 г. ISBN 978-5-9909599-0-3
- «Игра миллионов». СПб.: Антология, 2018 г. ISBN 978-5-6040571-6-2
- «Рыцари льда». СПб.: Антология, 2019 г. ISBN 978-5-907097-35-3
- «Куны, каури, копейки». СПб.: Антология, 2021 г. ISBN 978-5-6045575-8-7

Кроме того, в периодических изданиях и антологиях опубликовано несколько десятков рассказов.
Ряд произведений Тимура Максютова переведён на иностранные языки.

## Награды и премии
- Интерпресскон, 2017 г. // «Дебютная книга» — «Князь из десантуры»
- Петраэдр, 2018 // «Рассказ» — «Ворон»
- Литературная премия имени Н. В. Гоголя, 2020 // «Шинель» — «Атака мертвецов»
- Диплом «За лучший женский образ» Второго Московского городского конвента «Проксима Центавра»
- Интерпресскон, 2022 г. // «Крупная форма» — «Чешуя ангела»
- Премия «Полдень», 2022 // «Малая форма» — «Шрог твёрдокровый»
- Литературная премия имени Н. В. Гоголя, 2022 // «Вий» — «Чешуя ангела»